# Frederick Hamlin
Pour les articles homonymes, voir Hamlin.
Frederick George Hamlin, né le 18 avril 1881 à Barking et mort le 7 avril 1951 dans le Surrey, est un coureur cycliste britannique.

## Biographie
En 1908, il remporte une médaille d'argent aux Jeux olympiques de Londres, lors de la compétition de tandem avec son beau-frère Thomas Johnson.

## Palmarès

### Jeux olympiques
- Londres 1908
  -  Médaillé d'argent du tandem